# ليون بيتول
ليونار بيتول المعروف بإسم ليون بيتول (بالفرنسية: Léon Betoulle)‏ سياسي فرنسي، وُلد في 25 أكتوبر 1871 في ليموج وتوفي هناك في 30 نوفمبر 1956. انتمى إلى الحزب الاشتراكي وتولى منصب عمدة ليموج، محققًا أحد أطول فترات الحكم البلدي، حيث شغل المنصب لمدة 38 عامًا متفرقة (1912-1941 و1947-1956). شارك أيضًا في تأسيس صحيفة لو بوبولير دو سنتر [الفرنسية].

## السيرة الذاتية
وُلد ليون بيتول في حي سابلار لعائلة متواضعة، حيث عملت والدته خياطة وتكفلت بتربيته وحدها. اجتهد في دراسته ثم التحق بالعمل في مصنع خزف.
انضم إلى الحزب الاشتراكي الفرنسي وساهم في عام 1905 في إطلاق صحيفة لو بوبولير دو سنتر.
بدأ مسيرته السياسية عضواً في المجلس البلدي ثم نائباً لعمدة ليموج، إميل لابوسيير [الفرنسية]، لكنه استقال في 1906 ليقود قائمة انتخابية ضمت عددًا من المستقيلين من الأغلبية السابقة، غير أنه خسر أمام المحافظ فرانسوا شينيو. نجح أخيرًا في الوصول إلى رئاسة البلدية عام 1912 بعد تغلبه على الدكتور أدريان ديبريير، ثم أعيد انتخابه أعوام 1919 و1925 و1929 و1935.
مثّل إقليم فيين العليا في البرلمان نائبًا من يونيو 1906 حتى ديسمبر 1924، قبل أن يصبح سيناتورًا عن الإقليم نفسه. كما تولى رئاسة المجلس العام لفيين العليا بين عامي 1929 و1940.
خلال فتراته الأولى كعمدة، أحدث تغييرات كبيرة في المدينة، إذ قرر إزالة أحياء قديمة غير صحية مثل فيراكلاود وفيردورييه، مما أتاح شق شارع جان جوريس. جسّد نموذج الاشتراكية البلدية من خلال إطلاق مشاريع إسكان واسعة، حيث أنشأ في 1919 مكتب الإسكان الشعبي منخفض التكلفة، ومن بين أبرز إنجازاته مدينة الحدائق في بوبلانك، مدينة كازيمير رانسون، ومدينة كوتور.
في 1940، صوّت لصالح منح السلطات الكاملة للماريشال بيتان، لكن نظام فيشي عزله من منصبه في 1941 مع مجلسه البلدي. واجه انتقادات من المقاومة، خاصة من الشيوعيين، وظل بعيدًا عن الحياة العامة بعد التحرير. رغم ذلك، نجح في استعادة منصب العمدة في 1947 واستمر حتى وفاته في 1956، بعد إعادة انتخابه لآخر مرة في 1953. لم يوقف المشاريع التي بدأها فريق جورج غينغوان البلدي، حيث شهدت المدينة عام 1951 استبدال ملعب جان جوريس بملعب حديث لكرة القدم والرجبي بسعة تفوق 12,000 متفرج، رغم افتقار الرياضة المحلية إلى قاعة مغطاة.
استُبعد من الحزب الاشتراكي الفرنسي وانضم لاحقًا إلى الحزب الاشتراكي الديمقراطي، الذي ضم شخصيات اشتراكية تعاونت مع نظام فيشي.
صرّح قبل وفاته في 1956: "ربما ارتكبت أخطاء، لكنني لم أقم بأي عمل سيئ. عملت بلا كلل من أجل مدينتي."
حملت ساحة بلدية ليموج اسمه حتى ديسمبر 2021، عندما صدر قرار مثير للجدل بتغيير التسمية. وُضعت لوحة تذكارية تكريمه على جانب مبنى البلدية. دُفن في مقبرة لويات، حيث أقيمت جنازته بمراسم رسمية مهيبة.